# Proves embriològiques
En estudiar el desenvolupament dels embrions de diferents animals, podem trobar-hi certes semblances que els relacionen. Per exemple, tant en l'embrió humà com en de la gallina hi ha arcs aòrtics i un cor amb només dues cambres, similar als peixos. Podem explicar aquest fet si considerem que els ocells i els mamífers han evolucionat a partir d'ancestres comuns semblants als peixos.
La llei biogènetica proposada per Ernst Haeckel (1834-1919) afirma que l'ontogènia o desenvolupament embrionari dels individus d'una espècie és una recapitulació curta de la filogènia o seqüència d'espècies antecessores. Segons aquesta llei, en les primeres fases del desenvolupament embrionari
d'una espècie es manifesten algunes característiques de les espècies ancestrals.